# Línea 7 del Transmetro (Guatemala)
La línea 7 de Transmetro es la segunda línea del servicio de transporte público Transmetro de la ciudad de Guatemala. Esta línea inicia frente a la Universidad de San Carlos de Guatemala en zona 12, pasando por todo el anillo periférico y así terminar por Parque Colón en zona 1. Fue inaugurado el 30 de septiembre de 2019 por el alcalde Ricardo Quiñonez.

## Historia
El 30 de septiembre de 2019 fue inaugurada la primera fase de la línea 7 de Transmetro. Las estaciones habilitadas fueron Usac-Periférico y Roosevelt, (ida y vuelta), San Juan (ida y vuelta), Bethania (ida y vuelta), Colón y La Merced.
El 3 de febrero de 2020 se habilitaron 5 estaciones más que son San Juan de Dios, Cruz Roja, Archivo General y Villa Linda (ida y vuelta).Tres días después, el alcalde Ricardo Quiñonez inaugura 4 estaciones más que son Granai y San Jorge, estos dos ida y vuelta.

## Galeria

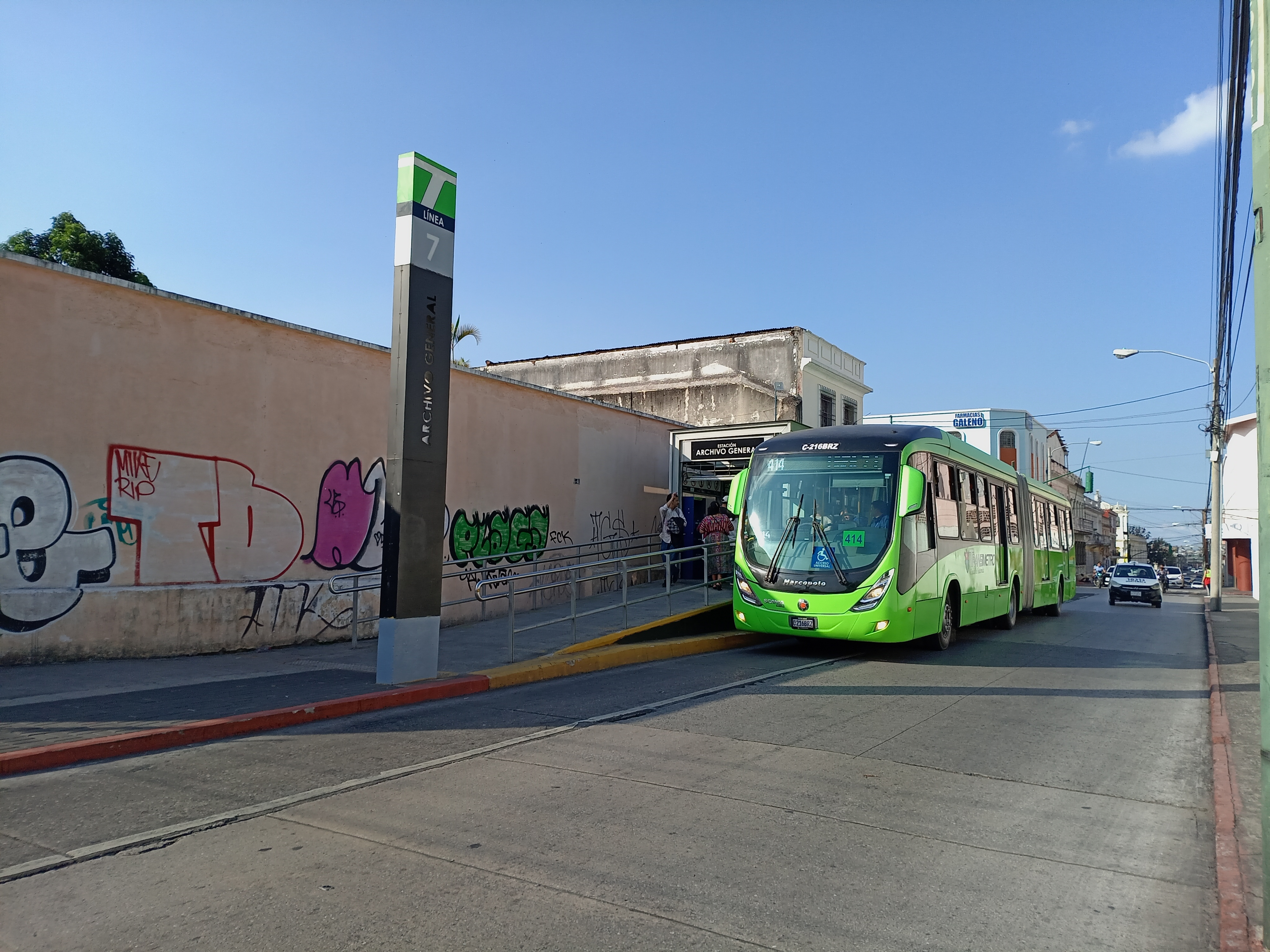
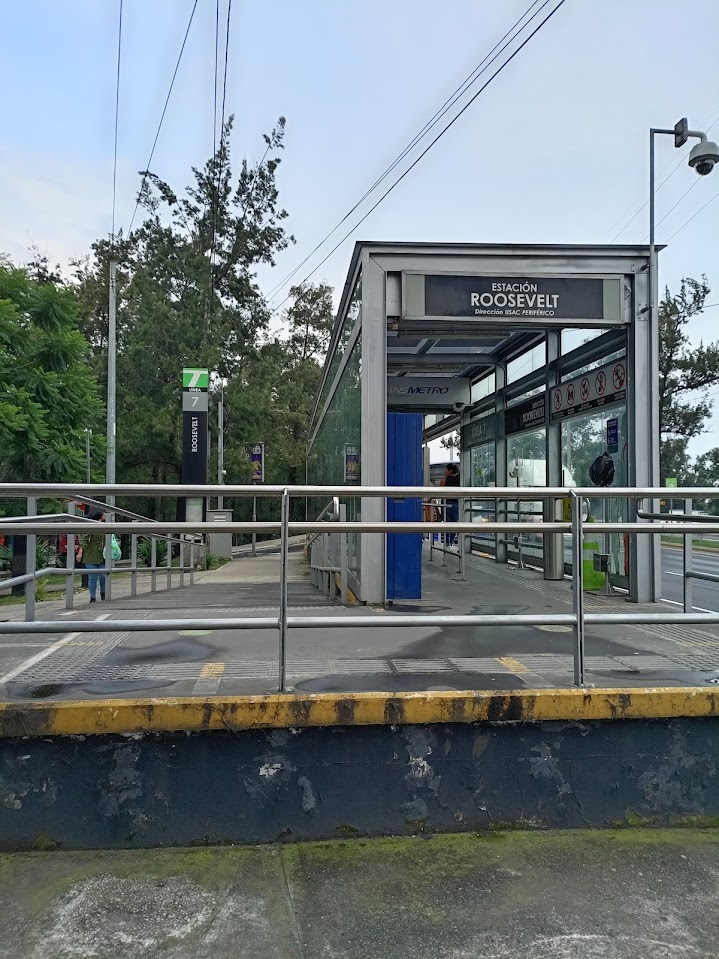
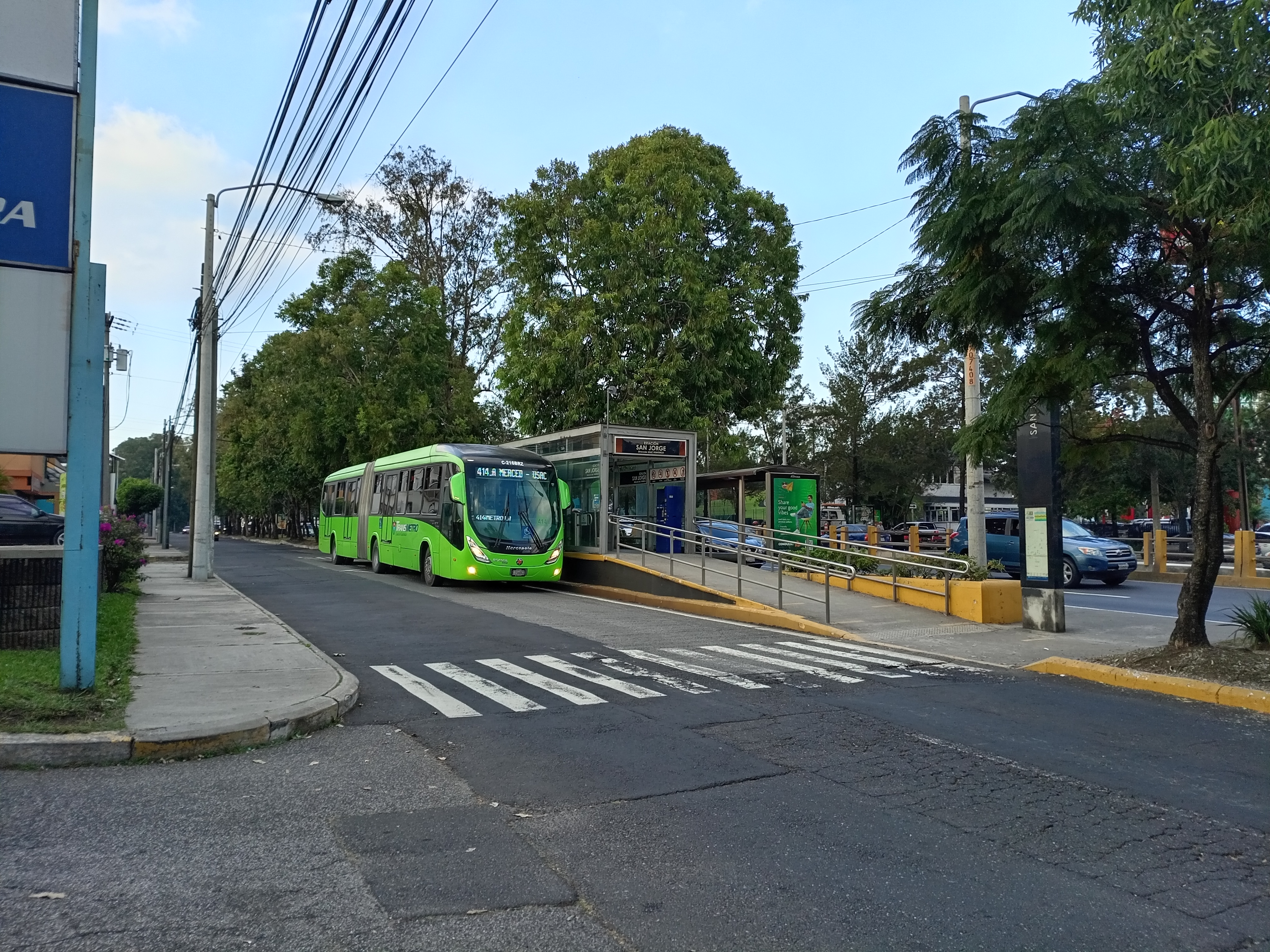
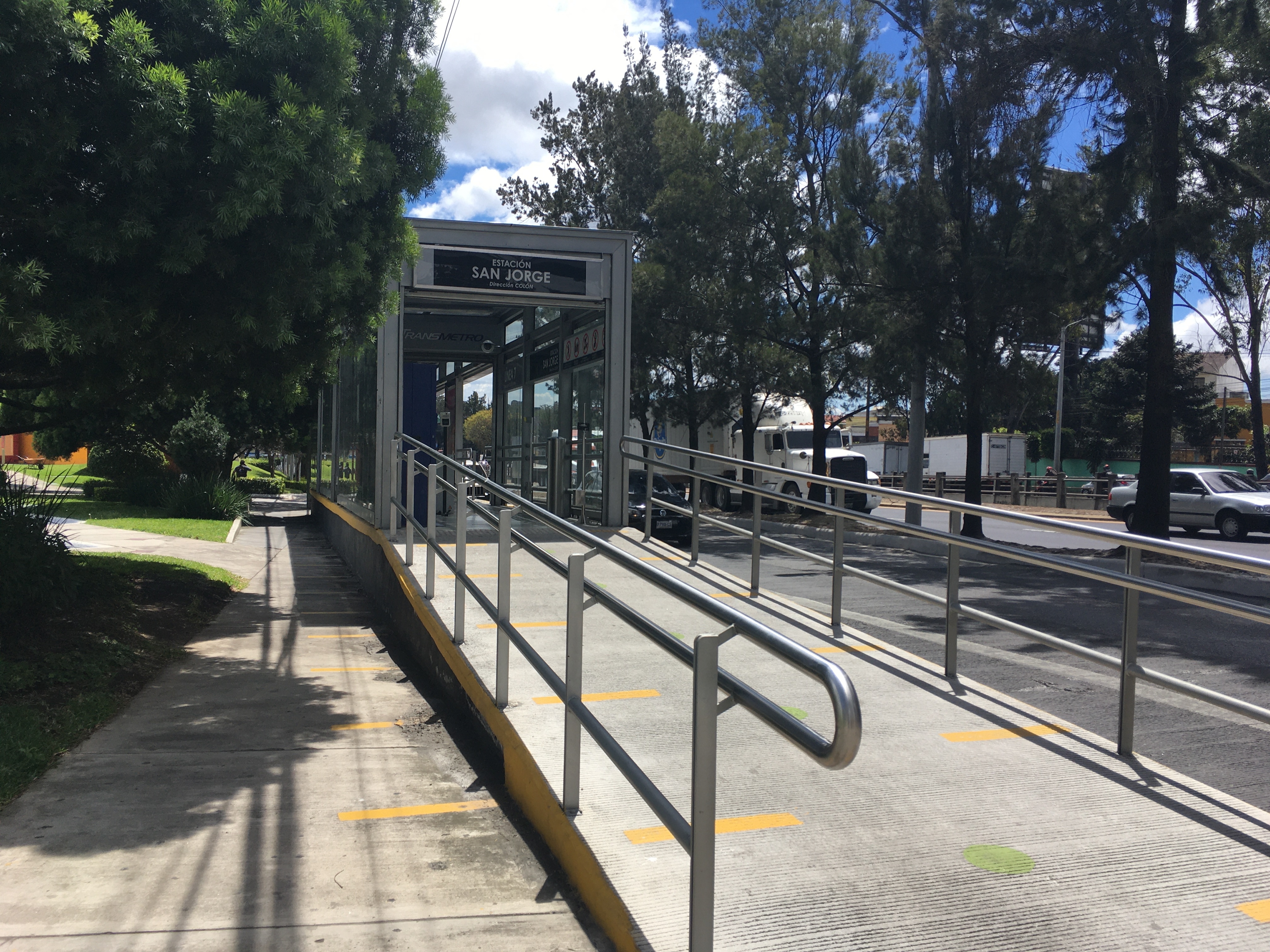
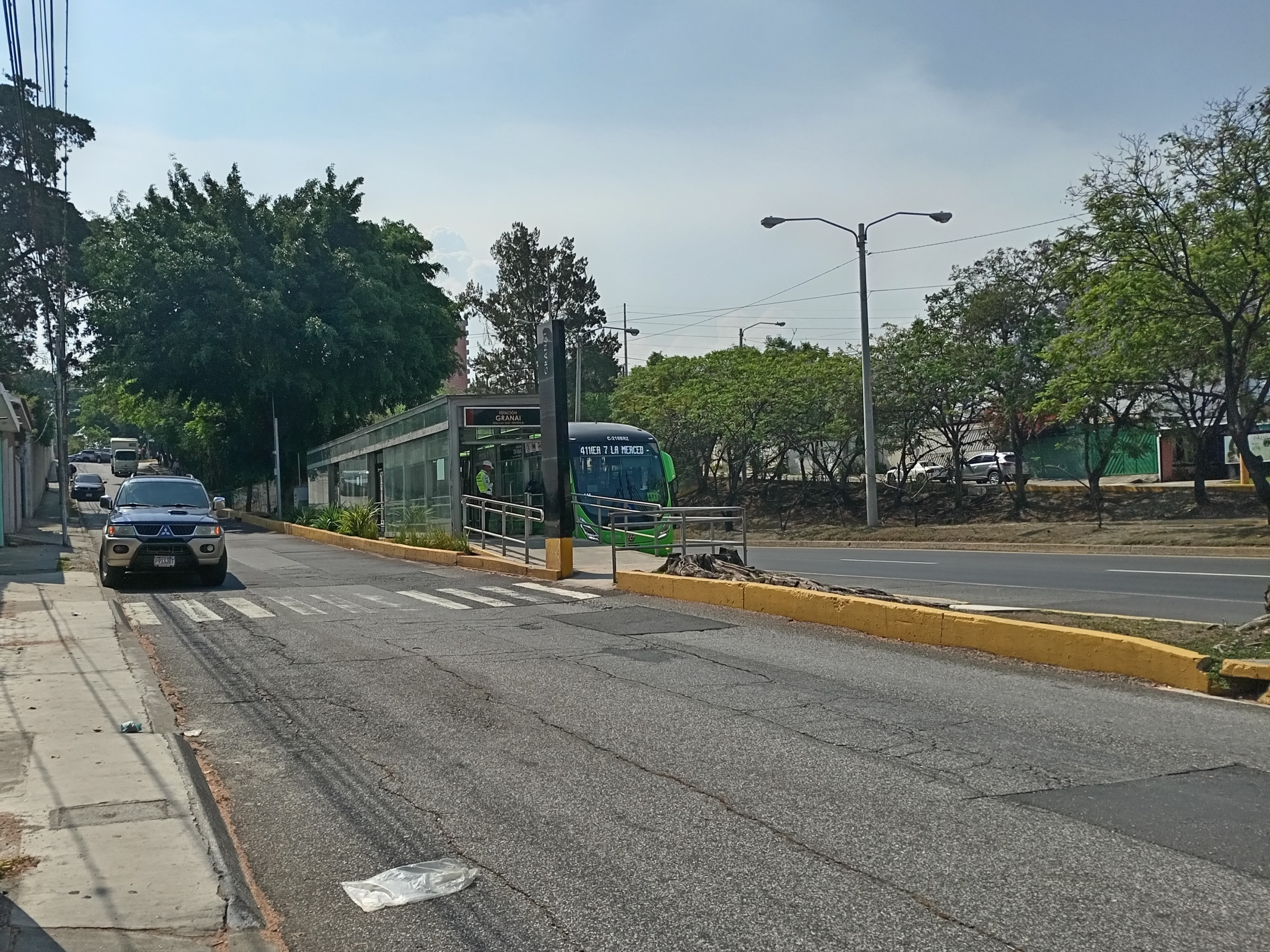

## Rutas
| L7 | Línea 7 |

## Estaciones
| Línea | Estación                        |
| ----- | ------------------------------- |
| L07   | Estación USAC Periférico        |
| L07   | Estación Granai                 |
| L07   | Estación Rodolfo Robles         |
| L07   | Estación Cejusa                 |
| L07   | Estación San Jorge              |
| L07   | Estación Roosevelt              |
| L07   | Estación San Juan               |
| L07   | Estación Ciudad de Plata II     |
| L07   | Estación Villa Linda            |
| L07   | Estación 4 de Febrero           |
| L07   | Estación Bethania               |
| L07   | Estación Incienso               |
| L07   | Estación San Juan de Dios       |
| L07   | Estación Pasaje Aycinena        |
| L06   | Estación Parque Colón           |
| L07   | Estación Parque Colón           |
| L18   | Estación Parque Colón           |
| L07   | Estación Merced                 |
| L07   | Estación Cruz Roja              |
| L07   | Estación Archivo General        |
| L07   | Estación Santuario de Guadalupe |

## Horario
| Lunes a viernes   | Sábado            | Domingo           |
| ----------------- | ----------------- | ----------------- |
| 5:00 a 21:00 hrs. | 5:00 a 20:00 hrs. | 6:00 a 20:00 hrs. |